# MAN L 12V 17,5/18

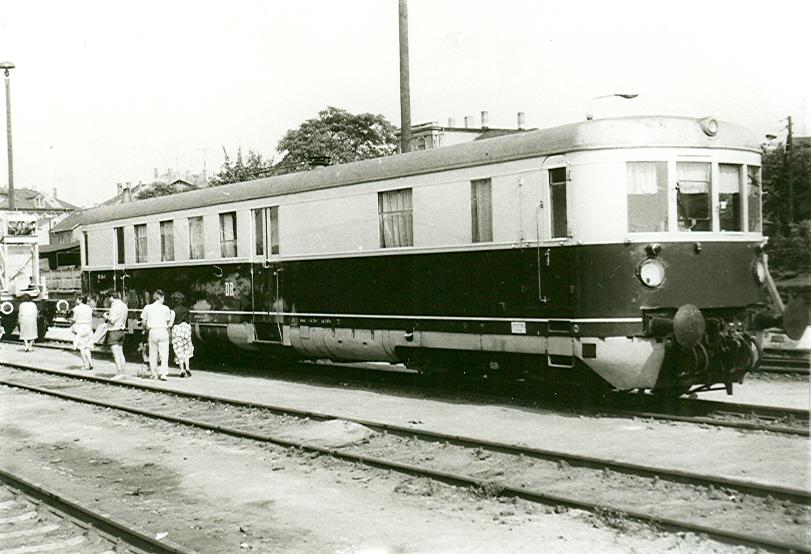
Der erste Triebwagen mit L 12V 17,5/18-Motor war ein Einheitstriebwagen mit Einheitsgrundriss, der VT 137 100

Der MAN-Dieselmotor MAN L 12V 17,5/18 war ein schnelllaufender Dieselmotor von MAN zum Einbau in schnellen Triebwagen der Deutschen Reichsbahn. Er war stückzahlenmäßig dem Zweiwellenmotor MAN L2x6V 17,5/18 unterlegen; es ist nur ein Fahrzeug vor dem Zweiten Weltkrieg bekannt, das mit diesem Motor ab Werk ausgestattet wurde. Als Tauschmotor ist der Motor vor und nach dem Krieg noch in einigen Exemplaren gebaut worden. Die genaue Stückzahl der gefertigten Motoren ist nicht eindeutig feststellbar. Der Motor leistete wie die Zweiwellenausführung 309 kW (420 PS), war aber in den Abmessungen etwas anders als der Zweiwellenmotor und die Maybach-Ausführung, so dass er nur in gesondert angefertigte Maschinendrehgestelle eingebaut werden konnte.

## Aufbau und Bauteile

### Grundaufbau
Der Motor war ein Vorkammermotor und hatte ein geschweißtes Stahlgehäuse mit ebenfalls eingeschweißten Zylindern. Die beiden V-förmig angeordneten Zylinderreihen waren um eine Pleuelstangenlagerbreite versetzt angeordnet, sodass die Motoren einfache Pleuel hatten. Das bedingte eine andere Länge des Motors, außerdem war der Kühler für das Schmieröl anders geformt, sodass Maschinendrehgestelle von Maybach-Motorenbau und dem L 12V 17,5/18 nicht freizügig getauscht werden konnten. Die eingepreßten Zylinderlaufbuchsen und bestanden aus Sondergrauguss. Die Ölwanne bestand bei diesem Modell aus Stahlguss. Später gebaute Serienmodelle des Motors hatten ein gegossenes Kurbelgehäuse.
Zum Kurbeltrieb des Motors gehörte eine siebenfach gelagerte einsatzgehärtete Kurbelwelle aus Sonderstahl. Sie war in Thermodur-Lagern (mit Stützschale aus Stahl sowie eingeschleuderter Bronze) gleitgelagert. Ihre Axialkräfte wurden durch ein Paßlager aufgenommen. Die Pleuelstangen hatten eine Doppel-T-Form und waren im Gesenk geschmiedet, sie liefen auf der Kurbelwelle ebenfalls in Thermodur-Lager, der Kolbenbolzens war einreihig in Bleibronze gelagert.
Die Zylinderköpfe waren auf dem Kurbelgehäuse aufgeschraubt. Sie trugen je zwei Einlass- und zwei Auslassventile, die eingegossene Vorkammer mit dem eingeschraubten Brenner aus wärmebeständigem Stahl sowie die Einspritzdüse. Im Gegensatz zu denen des Zweiwellenmotors wurden die Ventile des Einwellenmotors von der im V des Motors liegenden Nockenwelle über Zwischenhebel, Stoßstangen und Kipphebel betätigt.
Die Kolben des Motors bestanden aus einer Aluminium-Silizium-Legierung und hatten je vier Dichtringe und zwei Ölabstreifringe. Die Ringe waren gleichmäßig oberhalb und unterhalb des Kolbenbolzens verteilt. Der hohle Kolbenbolzen wurde bei 80 °C im Kolben eingezogen (im Ölbad erzeugt) und saß bei Normaltemperatur im Kolben fest. Axial war er durch Seegeringe gesichert.

### Kraftstoffsystem und Motorsteuerung
Der Motor arbeitet mit Vorkammereinspritzung. Der Motor hatte für jede Zylinderseite eine Dieseleinspritzpumpe, von Bosch, die quer zur Motorlängsachse lagen. Den Kraftstoff förderte eine Doppelmembranpumpe zu jeder Einspritzpumpe. An jeder Einspritzpumpe war ein Regler angebaut. Bei Ausfall eines Motorreglers konnte der Dieselmotor von einem Regler alleine gesteuert werden. Gesteuert wurde der Motor nach dem Prinzip der Drehzahlregelung in fünf Stufen. Das Anlassen des Motors geschah in der üblichen Weise durch einen Anlasser oder den Hauptgenerator. Abgestellt wurde er durch die Unterbrechung der Kraftstoffzufuhr durch den elektromagnetisch betriebenen Abstellmagnet.

### Kühl-, Schmier- und Luftsystem
Der Motor war wassergekühlt. Bei den ersten Motoren wurde das Kühlwasser in einem unterflur angeordneten Ventilationskühler der Bauart Windhoff mit temperaturabhängiger Regelung rückgekühlt. Bei den späteren Serienmotoren geschah die Rückkühlung über ein kombiniertes Wärmetauschsystem.
Der Motor hatte wie alle Großdieselmotoren Druckumlaufschmierung. Der Ölvorrat betrug 45 kg. Aus der Ölwanne wurde es von einer Zahnradpumpe angesaugt und über Ölkühler und Ölfilter den Lagerstellen des Motors zugeführt. Die Rückkühlung des Motoröles geschah durch einen im Maschinengestell eingebauten Ölkühler.
Die für den Dieselmotor benötigte Verbrennungsluft wurde durch an den Fahrzeugseiten befindlichen Öffnungen und flexible Kanäle über ölbenetzte Filter angesaugt. Die Verbrennungsabgase wurden zentral über dem Motor zu der Abgashutze auf dem Dach geleitet.

## Technische Daten
| Kenngröße                        | Einheit | Wert           | Bemerkung        |
| -------------------------------- | ------- | -------------- | ---------------- |
| Nennleistung                     | kW      | 309            | 420 PS           |
| Nenndrehzahl                     | min−1   | 1.400          |                  |
| Leerlaufdrehzahl                 | min−1   | 700            |                  |
| Zylinderanzahl                   |         | 12             |                  |
| Zylinderdurchmesser              | mm      | 175            |                  |
| Kolbenhub                        | mm      | 180            |                  |
| Hubvolumen                       | l       | 51,96          |                  |
| Verdichtungsverhältnis           |         | 18             |                  |
| mittlerer Arbeitsdruck           | bar     | 5,22           |                  |
| Einspritzdruck                   | bar     | 180            |                  |
| höchster Zünddruck               | bar     | 62             |                  |
| Kraftstoffverbrauch              | g/PSh   | 198            |                  |
| Ölvorrat                         | l       | 45             |                  |
| Kühlwasservorrat                 | l       | 35             |                  |
| Motormasse                       | kg      | 2.900          | mit Zubehör      |
| Motorlänge                       | mm      | 2.100          |                  |
| Motorbreite                      | mm      | 1.118          |                  |
| Motorhöhe                        | mm      | 1.610          |                  |
| Werkstoff für Kurbelwelle        |         | St 29          |                  |
| Werkstoff für Pleuelstange       |         | VCN 15         |                  |
| Werkstoff für Kolben             |         | KS 1275        |                  |
| Werkstoff für Zylinderlaufbuchse |         | Sondergrauguss |                  |
| Werkstoff für Motorgehäuse       |         | Stahl          | später Stahlguss |

## Mit dem Motor zur Auslieferung ausgerüstete Fahrzeuge
Von Werk aus wurde lediglich der VT 137 100 mit diesem Motor ausgerüstet. Allerdings wurde der Motor noch in einigen Fällen als Tauschmotor für andere Antriebsmaschinen erwähnt.

## Betriebserfahrungen
Für die Motoren werden jeweils Laufleistungen über 100.000 km angegeben. Um 1951 traten beim Betrieb mit Triebwagen und MAN-Motoren große Probleme auf, die lediglich einen MAN-Einwellenmotor einsetzbar möglich machten.